# Montes Maya
La sierra Maya o montes Maya son una cadena montañosa que se encuentra en Belice y el oriente de Guatemala. El mayor pico de la cordillera es Doyle's Delight (1124 m s. n. m.). Los montes maya y sus piedemontes asociados alojan un número importante de yacimientos arqueológicos de la cultura maya, incluyendo Lubaantun, Nim Li Punit, Cahal Pech y Chaa Creek. La reserva ecológica más importante es el Santuario de la Cuenca de Cockscomb.